# Setar (Saiteninstrument)

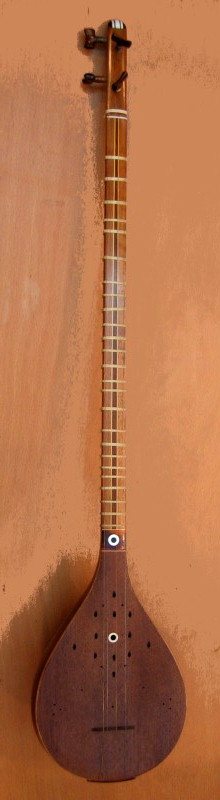
Setar

Die Setar (persisch سه تار, DMG seh-tār, auch ستار, DMG setār) ist eine Langhalslaute, die überwiegend in der persischen und der tadschikischen Musik gespielt wird. Der Name bedeutet „Dreisaiter“ und leitet sich aus der traditionellen Bezeichnung persisch طنبور سه تاره, DMG ṭanbūr-e seh-tāre, ‚dreisaitige Langhalslaute‘ ab. Die moderne Version des Instruments erhielt jedoch im Laufe des 19. Jahrhunderts eine vierte Saite.

## Bauform und Spielweise
Der gewölbte, birnenförmige Korpus ist mit einer Länge von ca. 20 cm und einer Breite von 15 cm relativ klein im Vergleich zu anderen Lauten. Die Gesamtlänge beträgt 87 cm, die Mensur 68 cm. Der Korpus ist aus einem Stück Holz (meist vom Maulbeerbaum) geschnitzt oder aus mehreren Spänen wie bei einer Laute zusammengesetzt, der Hals ist angesetzt.
Die setar ist recht leicht gebaut, viele Instrumente wiegen nur 350–400 Gramm. Statt eines Schalllochs hat die Setar nur einige kleine Löcher in der Decke. Der Klang ist im Vergleich zu anderen Lauten leise. Die Bünde, etwa 25, sind aus Darm und um den Hals gebunden. Neben allen Halbtönen sind auch einige (nicht alle) „Vierteltöne“ vorhanden.
Von den vier Saiten sind die vierte (tiefste) und zweite aus Messing, die anderen beiden aus Stahl. Die dritte, auch „Wāchān“ (persisch واخوان, DMG wā-ḫwān, „Ton/Gesang, der wiederkommt“) genannte Saite wurde als meist oktavierende Ergänzung der tiefsten Saite erst im 19. Jahrhundert durch Darwisch Khan (1872–1922) und/oder Moschtāq ʿAlī Schāh († 1792) hinzugefügt. Die Saiten-Grundstimmung ist c-c'-g-c' (in der Praxis auch einen bis drei Halbtöne tiefer), sie kann aber je nach dem zu spielenden Modus variieren (zum Beispiel d-d'-g-c', e-d'-g-c' und c-c'-f-c' oder auch f-c'-g-c', d-a-g-c' und f-akoron-g-c').
Das Instrument wird traditionell mit der Fingerkuppe oder auch mit dem langen Nagel (ersatzweise mit einem Fingerpick) des rechten Zeigefingers gespielt. Diese Spielweise unterscheidet das Instrument von ähnlichen Langhalslauten wie der – härter klingenden – tar. Der Stil ist durch ein Tremolo für längere Notenwerte und zahlreiche Verzierungen geprägt.
Die setār wird wie die tār in der klassischen Musik Persiens gespielt. Wegen ihres leichten Baus und zarten Klangs ist sie vor allem ein Instrument für die Kammermusik. Sie wird zur Gesangsbegleitung und in kleinen Ensembles eingesetzt. Sie war früher mit der Musik der Gelehrten und Sufis (islamische Mystiker) verbunden. Die gespielte Musik stammt meist aus dem Repertoire des Radif.
Ähnliche Langhalslauten, etwa die dotar und dombra, sind auch in anderen Ländern Zentralasiens in Gebrauch. Die indische sitar unterscheidet sich von ihrer Bauform und Spielweise erheblich von der setār.

## Namhafte Setarspieler
- Moschtagh Alischah, eigentlich Mirza Muhammad Torbati († 1791), fügte die nach ihm benannte vierte Saite dem bislang dreisaitigen Instrument hinzu. Er wurde gesteinigt, weil er Auszüge des Korans mit Setar-Begleitung vorgetragen hatte.
- Mirza Abdollah Farahani (1843–1918)
- Darwisch Khan – Darvīš Khan, eigentlich Ġolām Ḥosayn Darvīš (1872–1926)
- Hossein Alizadeh (* 1951), auch Verfasser von Lehrwerken für Setar[13][14]
- Ahmad Ebādi (1906–1993), auch Komponist für die Setar[15]
- Yusof Forutan († 1980), Schüler von Hoseyn Qoli[16]
- Sa'id Hormozi (um 1897–1976)
- Kayhan Kalhor (* 1963)
- Mohammad Reza Lotfi (1947–2014)
- Moschtāq Ali Schāh († 1792)
- Sahba Motallebi (* 1977 in Teheran), Schülerin von Fariborz Azizi, Hossein Alizadeh und Mehran Rouhani
- Hamid Motebassem (* 1958)
- Abolhasan Saba (1902–1957)
- Dariush Safvat (1928–2013)
- Keivan Saket (* 1961), auch Verfasser von Lehrwerken für Setar[17]
- Ali Tajvidi (1919–2006)
- Dariush Talā'i (* 1953)
- Jalal Zolfonun (1937–2012)
- Mohsen Namjoo (* 1976)